# Panavia Tornado ADV
Panavia Tornado Air Defence Variant (ADV) je přepadová varianta dvoumotorového proudového letounu s měnitelnou geometrií křídel Panavia Tornado s dlouhým doletem. První let proběhl 27. října 1979 a do služby vstoupil v roce 1986 u Royal Air Force (RAF). Také sloužil v italském letectvu (AMI) a saúdském královském letectvu (RSAF).
Letoun Tornado ADV byl původně navržen k zachycení sovětských bombardérů, které létaly nad Severním mořem, s cílem zabránit úspěšnému leteckému útoku na Spojené království. K tomuto účelu byl vybaven výkonným radarem a raketami vzduch-vzduch s dosahem za hranicí viditelnosti, nicméně prvním výrobním letadlům podle standardu F2 chyběly radary kvůli problémům s vývojem. Následný standard F3 byl konečnou variantou používanou RAF, stejně jako všechna letadla Tornado ADV, která si pronajímalo také italské letectvo a používalo i saúdské letectvo.
Během služby prodělalo Tornado ADV několik modernizačních programů, které zlepšily jeho letecké schopnosti a umožnily mu kromě stíhacích úkolů plnit mise SEAD (potlačení nepřátelské protivzdušné obrany). Royal Air Force a Saúdské královské letectvo své flotily letounů Tornado ADV vyřadily a nahradily novějším víceúčelovým letounem Eurofighter Typhoon.
Italské letectvo na začátku 90. let vydalo požadavek k posílení své protivzdušné obrany než bude zaveden Eurofighter Typhoon. Letouny měly sloužit společně s letitými stroji Aeritalia F-104S Starfighter. Vedle letounu Tornado ADV byly vybrány i stíhačky F-16. 17. listopadu 1993 Itálie podepsala s RAF dohodu o pronájmu 24 letounů Tornado F3 na dobu deseti let. Tehdy se očekávalo, že Eurofighter Typhoon se začne uvádět do provozu kolem roku 2000. Poslední letoun se vrátil na základnu RAF Saint Athan 7. prosince 2004.

## Specifikace (Tornado F3)
Zdroj: Jane's All The World's Aircraft 1993–94,

### Technické údaje
- Posádka: 2
- Délka: 18,68 m
- Rozpětí:
  - Rozložené: 13,91 m (25°)
  - Složené: 8,6 m (67°)
- Výška: 5,95 m
- Nosná plocha : 26,6 m²
- Hmotnost (prázdný): 14 500 kg
- Maximální vzletová hmotnost: 27 986 kg
- Pohonná jednotka: 2 × dvouproudový motor Turbo-Union RB199-34R s přídavným spalováním
  - Suchý tah: 40,5 kN
  - Tah s forsáží: 73,5 kN

### Výkony
- Maximální rychlost: 2 400 km/h ve výšce 9 000 m, 1 482 km/h na úrovni mořské hladiny
- Bojový dolet: 1 853 km (podzvuková rychlost)
- Přeletový dolet: 4 265 km se čtyřmi přídavnými nádržemi
- Dostup: 15 240 m
- Stoupavost:
- Tah/Hmotnost:

### Výzbroj
- 1× kanón Mauser BK-27 ráže 27 mm se zásobou munice 180 ks[4]
- 10 externí závěsů (4× polozapuštěné pod trupem, 2× pod trupem, 4× otočné pod křídly) s nosností až 9000 kg, dva závěsy na vnitřní straně křídel pro 2 × střely vzduch-vzduch) s krátkým dosahem
  - 4× střela AIM-9 Sidewinder nebo AIM-132 ASRAAM
  - 4× střela Skyflash nebo AIM-120 AMRAAM (na čtyřech polozapuštěných závěsech pod trupem)
  - Až 2 × přídavná nádrž pro delší dolet/dobu letu.